# 与国秀行
与国 秀行（よくに ひでゆき、旧姓・谷山、 1976年〈昭和51年〉6月6日 - ）、は、東京都杉並区出身の宗教家、元格闘家。

## 経歴

### 少年時代
小学生の時に警察に補導される。高校生の時はチーマー全盛の時代で、その中でも「タイマン最強の高校生」として有名だった。「半グレ・暴走族で歴代最強の男ランキング」1位にもなっている。大学受験に失敗した後、父親の事業を手伝うも、父の事業が倒産。沖縄や東京を放浪しながらホームレスを経験。

### 格闘家として
2008年3月30日、アマチュアの格闘技大会・第一回『THE OUTSIDER』に「生きる都市伝説降臨」という異名で初出場し、格闘家デビューする。加藤友弥と対戦したが2R目にパウンドでTKO負けをした。
2008年11月24日、さいたまスーパーアリーナで行われたシュートボクシングs-cup2008に初出場し、菱田剛気と対戦したが、0-3の判定負けをした。
2014年、ザ・おやじファイトに初出場し、酒井秀信と対戦するも判定負けをした。
2022年7月24日、元プロボクサーで、第35代日本スーパーバンタム級王者の芹江匡晋と対戦するも3R目にKO負けした。

### 宗教活動
2009年、第45回衆議院議員総選挙に幸福の科学からのサポートを受けて、東京12区から立候補したが落選。
2010年、幸福の科学に出家。
2017年、第48回衆議院議員総選挙に幸福実現党比例南関東ブロックから立候補するも落選している。
2018年、「一般社団法人武士道」を設立し、街頭演説で幸福の科学の教えを広める活動を開始する。

## 主張
与国が率いる「武士道」は、「国民主権党」や「日本と子どもの未来を考える会」などとともに、反コロナデモや反マスク・反ワクチンパスポート運動に参加し、「コロナは茶番」などと主張している。また、与国は「マスクやワクチンは有害無益であり、コロナの死者は水増しされている」「ワクチン接種で体内にチップを埋め込まれる」「悪魔勢力が監視社会化を進めている」などと発言し、陰謀論的な主張を繰り返している。2020年アメリカ大統領選挙前後には、幸福の科学や法輪功、サンクチュアリ教会などとともにトランプ支持デモに参加し、「アメリカでトランプが今ディープステートと闘っている。私達日本人もまた闘わなければならないときに来ています」と演説した。また、在日特権を許さない市民の会（在特会）などと合同で街宣活動を行い、ヘイトスピーチが行われた現場にも関与している。与国と幸福実現党元外務局長・及川幸久は、YouTubeやニコニコ動画などでも反ワクチン思想や陰謀論などのメッセージを発信している。

## 戦績

### 総合格闘技
| 総合格闘技 戦績 | 総合格闘技 戦績 | 総合格闘技 戦績 | 総合格闘技 戦績 | 総合格闘技 戦績 | 総合格闘技 戦績 | 総合格闘技 戦績 |
| --------------- | --------------- | --------------- | --------------- | --------------- | --------------- | --------------- |
| 1 試合          | (T)KO           | 一本            | 判定            | その他          | 引き分け        | 無効試合        |
| 0 勝            | 0               | 0               | 0               | 0               | 0               | 0               |
| 1 敗            | 1               | 0               | 1               | 0               | 0               | 0               |

| 勝敗 | 対戦相手 | 試合結果                | 大会名       | 開催年月日    |
| ×    | 加藤友弥 | 2R 1:40 TKO（パウンド） | THE OUTSIDER | 2008年3月30日 |

### キックボクシング
| キックボクシング 戦績 | キックボクシング 戦績 | キックボクシング 戦績 | キックボクシング 戦績 | キックボクシング 戦績 | キックボクシング 戦績 | キックボクシング 戦績 |
| --------------------- | --------------------- | --------------------- | --------------------- | --------------------- | --------------------- | --------------------- |
| 1 試合                | (T)KO                 | 判定                  | その他                | 引き分け              | 無効試合              |                       |
| 0 勝                  | 0                     | 0                     | 0                     | 0                     | 0                     |                       |
| 1 敗                  | 0                     | 0                     | 0                     | 0                     | 0                     |                       |

| 勝敗 | 対戦相手 | 試合結果          | 大会名    | 開催年月日     |
| ×    | 菱田剛気 | 2分3R終了 判定0-3 | s-cup2008 | 2008年11月24日 |

### ボクシング
ボクシング: 2戦 0勝2敗
| 戦 | 日付          | 勝敗 | 時間    | 内容 | 対戦相手 | 国籍 | 備考               |
| -- | ------------- | ---- | ------- | ---- | -------- | ---- | ------------------ |
| 1  | 2014年6月1日  | ★    | 3R      | 判定 | 酒井秀信 | 日本 | ザ・おやじファイト |
| 2  | 2022年7月24日 | ★    | 3R 1:13 | KO   | 芹江匡晋 | 日本 | 新日本木村ジム     |

## 人物
韓国国籍の父親と日本国籍の母親を持つ。自身は日本国籍である。
日本人の一般女性との結婚を機に、現在の姓を名乗る。

## 著書
- 『優しき心への水』ブイツーソリューション、2005年7月20日、ISBN 978-4434065392
- 『日本最大の国難 - 目に見えぬ黒船の来航』ミスマルライブラリー、2010年3月24日、ISBN 978-4990274917
- 『武士道を行く』ミスマルライブラリー、2016年8月15日、 ISBN 978-4990274924
- 『大和魂の復活』ミスマルライブラリー、2016年11月19日、ISBN 978-4990274931
- 『貧困繁栄国家 - 超格差社会を粉砕せよ』ミスマルライブラリー、2017年2月、ISBN 978-4990274948
- 『手のひらの宇宙戦争 (戦の手引き書1)』ミスマルライブラリー、2018年4月29日
- 『神秘の国 日本』ミスマルライブラリー、2018年5月14日、ISBN 978-4990274962
- 『特攻隊の真意: 武士道を伝える』ミスマルライブラリー、2019年9月22日
- 『幸福実現主義: 武士道を復活させ、資本主義に終止符を』ミスマルライブラリー、2019年9月29日
- 『神秘の民・日本人: 世界を救うのは、あなた』ミスマルライブラリー、2019年10月28日
- 『男の生きる道　～「武士道」で取り戻す「男らしさ」の美学～』文芸社、2024年2月1日

#### 一次資料または記事主題の関係者による情報源
1. 1 2 3  “与国秀行プロフィール”.   X. 2023年12月16日閲覧。
2. 1 2  “一般社団法人武士道とは”.   一般社団法人武士道. 2024年10月4日閲覧。
3. ↑  一般財団法人「武士道」公式サイトプロフィール
4. ↑  “7月17日チェンジジャパン特別対談 朝堂院大覚氏来たる！”.   チェンジジャパン - YouTube (2019年7月16日). 2023年3月12日閲覧。